# Issy Wong
Isabelle Eleanor Chih Ming Wong (bekannt als Issy Wong; * 15. Mai 2002 in London, Vereinigtes Königreich) ist eine englische Cricketspielerin, die seit 2022 für die englische Nationalmannschaft spielt.

## Kindheit und Ausbildung
Wong wurde in London geboren, wobei ihre Mutter aus Yorkshire stammte und ihr Vater chinesische Wurzeln hat. Als Wong fünf Jahre alt war, zog die Familie nach Warwickshire, wo sie mit sieben Jahren das Cricket-Spielen begann. Sie durchlief daraufhin die Jugend von Warwickshire.

## Aktive Karriere
Wong gelang 2019 mit Warwickshire der Gewinn der Twenty20-Trophy. Für die Saison 2021/22 wurde sie von der Sydney Thunder für die australische Women’s Big Bash League unter Vertrag genommen. Nach weiteren guten Leistungen im nationalen englischen Cricket wurde sie für die Tour gegen Südafrika im Juli 2022 ins Nationalteam berufen. Dort absolvierte sie ihr WTest-Debüt, was vom WODI-Debüt gefolgt wurde, wobei ihr im ersten Spiel 3 Wickets für 36 Runs gelangen. Auch das WT20I-Debüt erfolgte bei dieser Tour. Daraufhin wurde sie für den Kader bei den Commonwealth Games in Birmingham nominiert. Dort gelangen ihr gegen Sri Lanka (2/10) und Neuseeland (2/10) jeweils zwei Wickets. Im November erhielt sie einen zentralen Vertrag mit dem englischen Verband. Daraufhin konnte sie sich jedoch nicht im Nationalteam etablieren. Beim ICC Women’s T20 World Cup 2023 wurde sie lediglich als Reservistin nominiert. Im März 2023 erhielt sie einen Vertrag mit den Mumbai Indians für die neugegründete Women’s Premier League 2023 und konnte dort beim Titelgewinn mit 15 Wickets als Bowlerin herausstechen. Jedoch strauchelte sie im Sommer 2023 im nationalen Cricket und hatte damit kaum Einsätze im Nationalteam.